# Mehdi Avaz
Mehdi Avaz (født 11. marts 1982) er en dansk filminstruktør, der debuterede med spillefilmen Mens vi lever i 2017.
Avaz er født 11. marts 1982 og voksede op i Teheran i Iran til han som 10-årig kom til Tisvilde i Nordsjælland med sin mor og lillebror Milad Avaz. Faren var kommet tidligere i 1990 som politisk flygtning. Han er uddannet økonom og har gået i Helsinge Realskole, Gribskov Gymnasium og Hillerød Handelsskole. Han har boet fem år i Los Angeles, USA, hvorefter han vendte tilbage til Tisvilde.
Ved Bodiluddelingen 2018 var Mens vi lever den mest nominerede film; bedste mandlige hovedrolle (Sebastian Jessen), bedste kvindelige birolle (Charlotte Munck og Julie Christiansen - vandt også) og bedste film.
I 2020 blev han leder af Filmby Aarhus som han også flyttede til. Samtidig er han den daglige leder af Den Vestdanske Filmpulje.

## Filmografi
- Mens vi lever (2017)
- Kollision (2019)
- Toscana (2022)
- A Beautiful Life (2023)
- Børnene fra Sølvgade (2024)